# 中国农工银行天津分行大楼
中国农工银行天津分行大楼是中国农工银行在中国天津建造的分行大楼，坐落于天津英租界的主要街道维多利亚道（今解放北路55号至57号）。2010年9月，该建筑被拆除。

## 历史
中华人民共和国成立后，1952年，中国农工银行天津分行被公私合营，该行结束营业。后来该建筑相继成为天津市和平区解放桥街办事处的办公用房、天津市财政局对外办公用房、天津市和平区解放桥街社区劳动服务中心天津市和平区小白楼街办事处办公用房、后院转租天津市和平区刑侦大队使用。2009年5月，该建筑曾被天津市和平区文化和旅游局列为天津市和平区不可移动文物，但在2010年，该建筑被撤销其天津市和平区不可移动文物身份。2010年9月，该建筑开始拆除，被天津市民发现后举报至文物保护部门，拆除工作暂时停止，但在一周后，该建筑被强行拆除。